# Annica Åhlén
Annica Gunilla Åhlén (* 17. Januar 1975 in Trångsund) ist eine ehemalige schwedische Eishockeytorhüterin, die bei den Olympischen Winterspielen 2002 in Salt Lake City mit der schwedischen Nationalmannschaft die Bronzemedaille gewann. Zudem nahm sie an den Olympischen Winterspielen 1998 in Nagano teil.
Åhlén musste in Nagano am 8. Februar 1998 das erste Gegentor in der Geschichte des Frauen-Eishockeys bei Olympia hinnehmen. Das Tor erzielte die Finnin Petra Vaarakallio. Nach den Winterspielen 1998 beendete sie zunächst ihre Nationalmannschaftskarriere, kehrte aber im Jahr 2000 in den Kader zurück. Insgesamt absolvierte Åhlén 122 Länderspiele für Schweden.
Auf Vereinsebene spielte sie für Trångsunds IF, Västerhaninge IF, Nacka HK, Brynäs IF und den AIK Solna.

## Erfolge und Auszeichnungen
- 1998 Schwedischer Meister mit Nacka HK
- 2006 Gewinn des IIHF European Women Champions Cup mit dem AIK Solna
- 2007 Schwedischer Meister mit dem AIK Solna

### International
- 1989 Silbermedaille bei der Europameisterschaft
- 1991 Silbermedaille bei der Europameisterschaft
- 1992 Beste Torhüterin der Weltmeisterschaft
- 1993 Silbermedaille bei der Europameisterschaft
- 1993 Beste Torhüterin der Europameisterschaft
- 1995 Silbermedaille bei der Europameisterschaft
- 1996 Goldmedaille bei der Europameisterschaft
- 2002 Bronzemedaille bei den Olympischen Winterspielen